# Tag der Archive
Der Tag der Archive ist eine seit dem Jahr 2001 regelmäßig durchgeführte Veranstaltungsform, mit der sich Archive in der Bundesrepublik Deutschland und der Schweiz der Öffentlichkeit präsentieren. Unter ähnlichen oder gleichen Bezeichnungen finden ähnliche Veranstaltungen auch in anderen Ländern statt.

## Deutschland

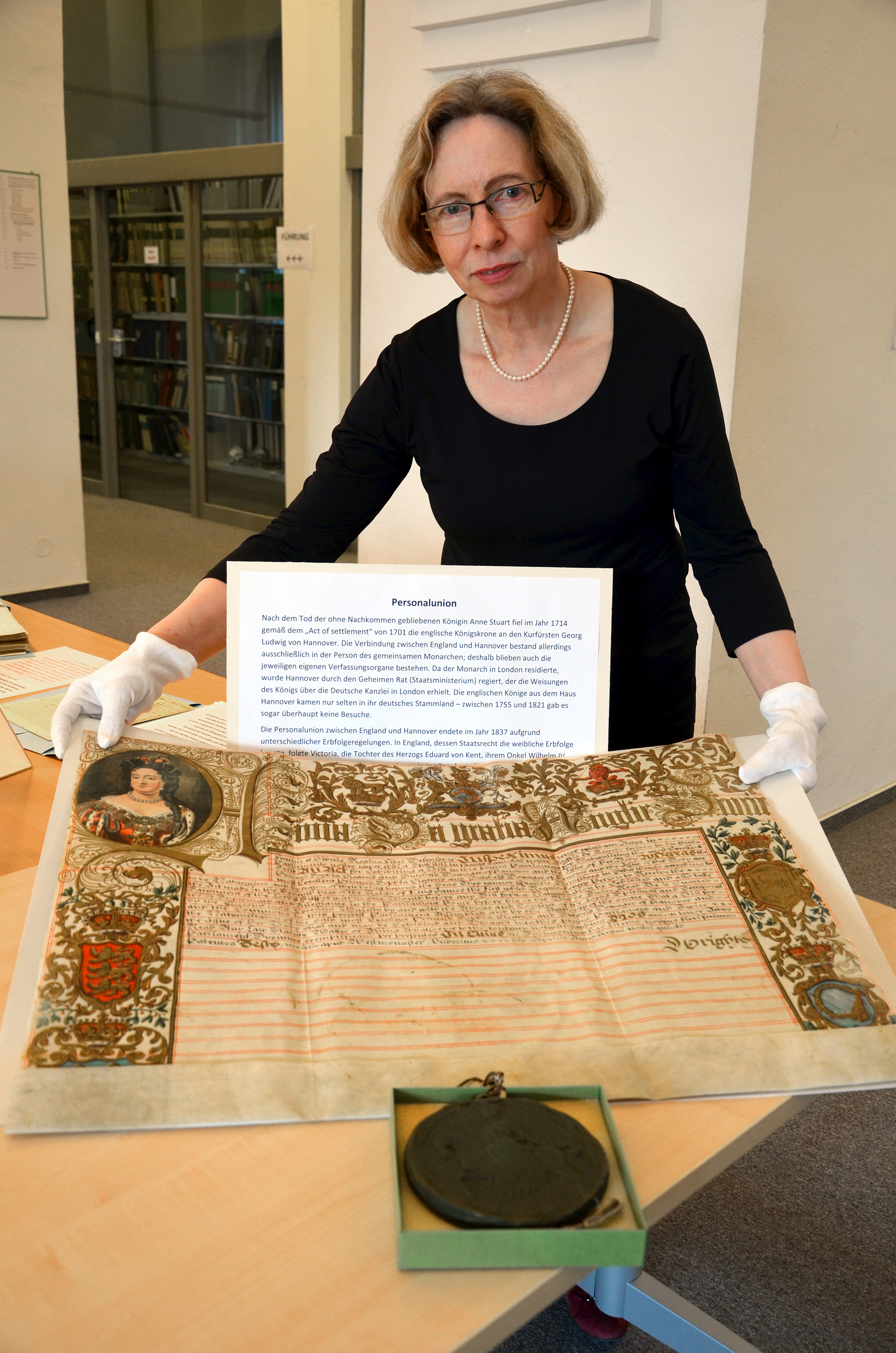
Christine van den Heuvel vom Hauptstaatsarchiv Hannover am Tag der Archive 2014, hier mit einem Faksimile der Sukzessionsurkunde von 1706 für Kurfürstin Sophie

Initiator dieser bundesweiten, dezentralen Tage der offenen Tür ist der Fachverband Verband deutscher Archivarinnen und Archivare e. V. (VdA). Vorbild der Veranstaltung, die vergleichbar auch in Frankreich, der Schweiz und einigen osteuropäischen Ländern, wie z. B. Polen und Ungarn, existiert, ist der Tag des offenen Denkmals, der deutsche Beitrag zu den vom Europarat 1991 ausgerufenen European Heritage Days, aber auch der 1977 erstmals durchgeführte Internationale Museumstag.
Mit dem Tag der Archive bezweckt das deutsche Archivwesen eine stärkere Beachtung der archivischen Anliegen in der Öffentlichkeit und eine verbesserte gesellschaftliche Akzeptanz der Archive. Die Archive als Stätten der Kultur und Wissenschaft zielen dabei darauf ab, die Sicherung und Bewahrung des archivalischen Erbes als Kulturgut für die Erforschung der Vergangenheit und für das Verständnis der Gegenwart als ihre gesamtstaatliche Aufgabe und Verpflichtung im öffentlichen Bewusstsein stärker zu verankern. Seit 2009 findet der Tag der Archive stets in der ersten Märzhälfte statt, weil sich der Einsturz des Kölner Stadtarchivs am 3. März 2009 ereignete.
Mit dem Tag der Archive präsentieren sich die Archive als Dienstleister bürgernah und offen für alle Bürger. Es sollen an diesem Tag Schwellenängste vor Archiven überwunden und nicht nur die Archivmagazine allen Interessierten offenstehen, sondern auch Einblicke in das vielfältige Berufsbild der Archivare als Detektive der Geschichte und Bewahrer wichtiger Informationsüberlieferungen gewährt werden.
Liegt die überörtliche Vorbereitung und Bewerbung des Tages der Archive in den Händen der VdA-Geschäftsstelle in Fulda, so geschieht die konkrete Programmgestaltung und Durchführung vor Ort in den einzelnen Archiven selbst, die zum Teil auch miteinander kooperieren. Die Veranstaltungsangebote zum Tag der Archive sind vielfältig, abwechslungsreich und originell, sie richten sich an bekannte wie noch unbekannte Zielgruppen und reichen vom individuellen Beratungsgespräch, über praktische Übungen bis hin zu Gruppenführungen, Ausstellungseröffnungen und Kleinkunstprogrammen. Die interessierte Öffentlichkeit findet auf der vom VdA angebotenen Seite eine Veranstaltungsübersicht.
Nach dem ersten Tag der Archive am 19. Mai 2001 und dem zweiten Tag der Archive am 25. September 2004 fand der dritte Tag der Archive am 6./7. Mai 2006 erstmals unter einem Motto statt: „Der Ball ist rund“. In unmittelbarer zeitlicher Nähe zu der in Deutschland ausgerichteten Fußballweltmeisterschaft 2006 sollte mit dem Motto das Augenmerk insbesondere auf die archivalische Überlieferung in den Sportvereinen gelenkt werden, wo es immer wieder schmerzliche Überlieferungslücken gibt. Daher wurden zugleich Informationen gegeben, wie man wichtige Unterlagen der Vereine auf Dauer in den Archiven als historische Quelle sichern kann.
| Nr. | Jahr | Datum              | Motto                                         |
| --- | ---- | ------------------ | --------------------------------------------- |
| 1.  | 2001 | 19. Mai 2001       |                                               |
| 2.  | 2004 | 25. September 2004 |                                               |
| 3.  | 2006 | 6./7. Mai 2006     | Der Ball ist rund                             |
| 4.  | 2008 | 1./2. März 2008    | Heimat und Fremde                             |
| 5.  | 2010 | 6./7. März 2010    | Dem Verborgenen auf der Spur                  |
| 6.  | 2012 | 2./4. März 2012    | Feuer, Wasser, Krieg und andere Katastrophen  |
| 7.  | 2014 | 8./9. März 2014    | Frauen – Männer – Macht                       |
| 8.  | 2016 | 5./6. März 2016    | Mobilität im Wandel                           |
| 9.  | 2018 | 3./4. März 2018    | Demokratie und Bürgerrechte                   |
| 10. | 2020 | 7./8. März 2020    | Kommunikation. Von der Depesche bis zum Tweet |
| 11. | 2022 | 5./6. März 2022    | Fakten, Geschichten, Kurioses                 |
| 12. | 2024 | 2./3. März 2024    | Essen und Trinken                             |

## Schweiz
Der Tag wird vom Verein Schweizerischer Archivarinnen und Archivare in der Schweiz als „Schweizer Archivtag“ oder „Tag des offenen Archivs“ (2002) durchgeführt:
| Nr. | Jahr | Datum             | Motto                           |
| --- | ---- | ----------------- | ------------------------------- |
| 1.  | 1997 | 15. November 1997 |                                 |
| 2.  | 2002 | 16. November 2002 |                                 |
| 3.  | 2007 | 17. November 2007 |                                 |
| 4.  | 2012 | 3. November 2012  | Menschliches, Allzumenschliches |
| 5.  | 2017 | 9. Juni 2017      | Archive verbinden               |

## Internationaler Tag der Archive
Der Internationale Archivrat veranstaltet jährlich am 9. Juni, seinem Gründungstag im Jahr 1948, den „Internationalen Tag der Archive“, dem sich weltweit zahlreiche Archive mit eigenen Veranstaltungen anschließen.